# Roberto Omegna
Roberto Omegna (Torino, 28 maggio 1876 – Torino, 19 novembre 1948) è stato un regista, sceneggiatore e direttore della fotografia italiano, considerato un pioniere della cinematografia italiana, soprattutto nel campo del documentario scientifico e di viaggio.

## Biografia

### Gli inizi
Nato a Torino, figlio di un ingegnere ferroviario, segue la famiglia in Sicilia e Calabria dove il padre viene trasferito per dirigere lavori sulle linee del sud. Qui, sin da giovanissimo matura un interesse per le osservazioni scientifiche, e soprattutto per gli mondo degli insetti, dando vita ad una collezione di farfalle e scarabei, che poi andrà perduta quando, nel 1890, la famiglia ritorna a Torino.Nella città natale completa gli studi liceali ed universitari, laureandosi in Fisica e matematica, ma si dedica anche alla pittura ed al mondo dello spettacolo, partecipando a compagnie filodrammatiche e frequentando le scuole di recitazione Bassi e Ristori. Tuttavia, per esigenze famigliari, si trova costretto ad diventare nel 1899 contabile presso la "Cassa Pensioni".
Attratto dalla vita libera e creativa, vive con insofferenza la monotona condizione dell'impiegato e continua ad interessarsi di fotografia e di spettacolo, e, dal 1901, della nuova forma che questo sta assumendo, il cinematografo. In quell'anno decide, assieme all'amico Domenico Cazzulino che finanzia l'operazione, di rilevare uno dei due cinema "Lumière" allora operanti a Torino, che si trovavano in difficoltà economiche, ribattezzandolo "Edison". Poi si reca a Parigi dove acquista numerosi brevi filmati prodotti da Pathé, da Gaumont o realizzati da Méliès, che sceglie con il criterio di poterli rimontare assieme per produrre pellicole della lunghezza di 150 - 200 metri, che per l'epoca erano dei lungometraggi. Gli spettacoli allestiti con questo materiale sono pubblicizzati, secondo l'uso dell'epoca (che dava importanza non al tempo o alla lunghezza, ma alla quantità delle pose), come un'offerta di 200.000 fotogrammi ed hanno un enorme successo, restando in programmazione anche per mesi.

### Le prime produzioni
Nel frattempo per seguire la passione per la fotografia, che lo aveva portato da giovane ad autocostruirsi una macchina fotografica con parti di recupero, frequenta in via Santa Teresa il negozio torinese di Arturo Ambrosio, già affermato fotografo della casa reale, punto di ritrovo anche di altri "pionieri" come Vittorio Calcina e Giovanni Vitrotti. Omegna pensa che la semplice importazione di film dalla Francia non sia più sufficiente e si propone di realizzarli egli stesso: convince Ambrosio ed il socio Alfredo Gandolfi a finanziare con 40.000 lire l'acquisto di una macchina da presa "Bioscope" prodotta dall'inglese Charles Urban. Nasce così nel laboratorio fotografico di Ambrosio quella che sarà una delle più importanti case di produzione nella storia del cinema italiano. 

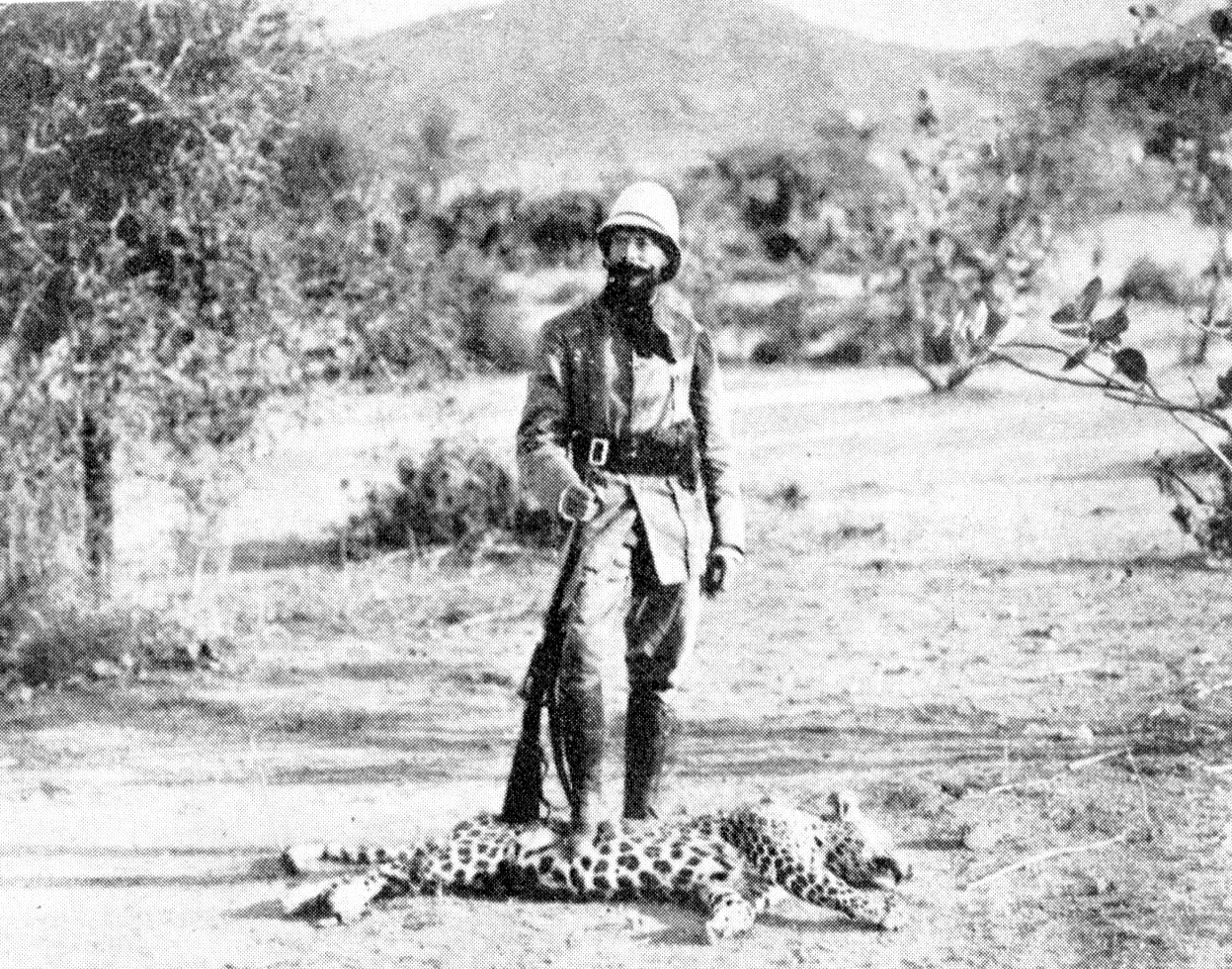
Un fotogramma de La caccia al leopardo, documentario realizzato da Omegna in Eritrea nel 1908 per la "Ambrosio" e premiato al concorso cinematografico di Milano. Una parte di questo filmato è conservato presso il Museo nazionale del cinema di Torino

L'attività inizia con le riprese che Omegna realizza di un controverso avvenimento sportivo, la corsa automobilistica Susa - Moncenisio la cui prima edizione, già prevista (ma poi vietata dalle Autorità per timori di sicurezza) nel 1903, era stata autorizzata nel 1904 dopo non poche polemiche (l'anno successivo la "Ambrosio" riprenderà anche la seconda edizione). La pellicola, lunga 98 metri, viene sviluppata nel laboratorio Ambrosio di via Napione e poi proiettata in una sala di proprietà di un fratello di Omegna. Subito dopo realizza un secondo documentario Le manovre degli Alpini al Colle della Ranzola, anch'esso di 98 metri, avvenimento reso importante dalla presenza della Regina Margherita, notoriamente appassionata di alpinismo. Contemporaneamente nascono i primi film a soggetto di genere comico (Il bambino di un anno, La fabbrica dei salami) che sono girati in un improvvisato tendone allestito nel giardino dell'abitazione di Ambrosio in via Nizza.

### Fondazione della "Ambrosio film" ed attività documentaristiche
Il successo di queste prime esperienze induce i promotori a fondare nel 1905 la "Ambrosio & C." (poi "Ambrosio Film"). L'attività produttiva si allarga e diventa più ambiziosa, proseguendo sulla doppia strada dei documentari e dei film a soggetto drammatici o comici.  Omegna lascia al socio la gestione del cinema "Edison" e diventa il "factotum" della società, con cui collaborerà e che poi dirigerà per quasi un ventennio. Nei primi anni Omegna condivide con un altro operatore, Giovanni Vitrotti, la realizzazione di numerose pellicole, in massima parte oggi perdute e di difficile attribuzione per le rare superstiti. Molte di esse riguardano avvenimenti di attualità, anche drammatici, e possono considerarsi antesignane degli attuali "inviati speciali"..
L'attività di documentarista conduce l'inquieto Omegna in giro per il mondo: nel 1905 è in Calabria, terra della sua giovinezza, dove gira un filmato di quasi 100 m. sui danni del terremoto; nel 1907, si reca per motivi famigliari in Argentina, dove compie una spedizione nell'inospitale Chaco da cui torna con 600 metri di pellicola, che sono sopravvissuti sino ad oggi più un documentario su Buenos Aires. Nel 1908 va in Africa dove realizza una serie di documentari, tra cui La caccia al leopardo realizzato a Cheren, in Eritrea, in totale lungo 194 metri, (circa 10 minuti) che ottiene il primo premio al Concorso Internazionale di Cinematografia tenutosi a Milano nello stesso anno. Di questa pellicola si è salvato ed è conservato presso il Museo del cinema di Torino uno spezzone, mentre Matrimonio abissino, di 115 metri, è sopravvissuto intero ed è stato proiettato in occasione delle ricorrenze per il centenario del cinema. Molti altri girati nella stessa occasione come Funerale abissino o Da Massaua a Cherén, sono invece perduti.
Con altrettanto impegno vengono realizzati documentari di argomento italiano: di particolare successo I centauri di Pinerolo (sulla Scuola di Militare di Cavalleria), di 600 m. che viene venduto in centinaia di copie, oltre 800 solo in Francia. Vi sono anche opere destinate alla divulgazione in campo agricolo, come Le risaie (1906), girato nel Novarese. Nel 1908 Omegna torna al sud per riprendere le drammatiche conseguenze del terremoto di Messina, documentario che verrà proiettato senza accompagnamento musicale, per rispetto delle vittime. Nel dicembre 1911 si imbarca a Marsiglia per l'India, dove effettua riprese a Bombay e Benares, per poi passare a Rangoon in Birmania. Nel 1912 va anche in Cina ed in Russia. Da tutti questi viaggi torna con migliaia di metri di pellicola che saranno la base di numerosi documentari oggi tutti perduti.

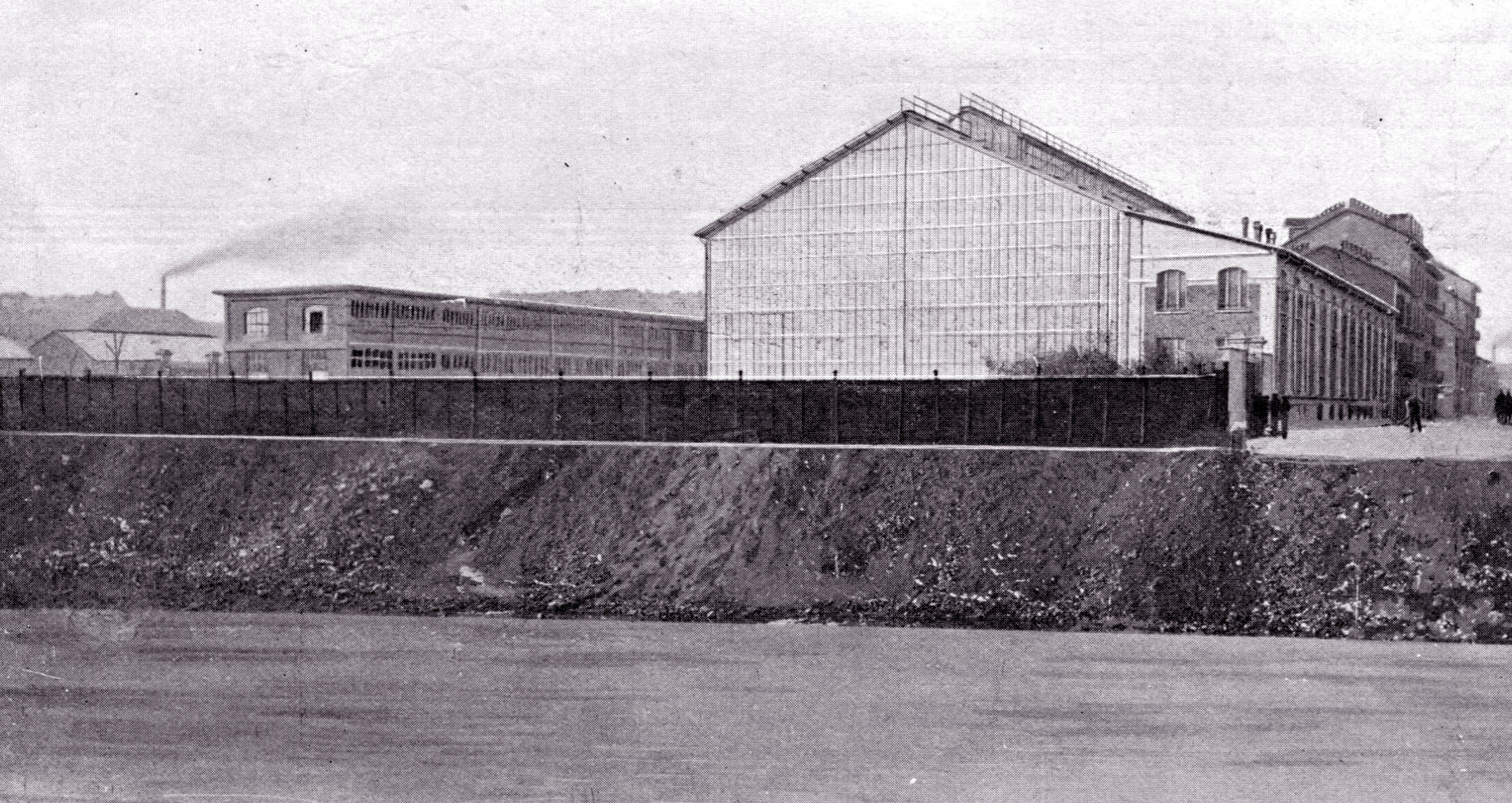
Stabilimento della "Ambrosio film" di via Mantova a Torino nel 1914, anno in cui Omegna era uno dei massimi dirigenti della casa di produzione.

### Lo sviluppo dell'attività all'"Ambrosio"
Accanto all'impegno documentario, Omegna è altrettanto assorbito nella produzione di film a soggetto, che ormai rappresentano per la "Ambrosio" una crescita costante: dai 46 titoli del 1908 si arriva agli oltre 100 del 1913 e tra questi Gli ultimi giorni di Pompei, oggi perduto, di cui Omegna è l'operatore. Per la sua lunghezza, 365 m., circa 20 minuti, un lungometraggio per quell'epoca, esso viene considerato il primo film italiano spettacolare di grande successo e l'antesignano del filone "storico" che farà la fortuna internazionale della cinematografia italiana negli anni antecedenti la guerra. Nello stesso 1908 Omegna collabora con il prof. Camillo Negro per la realizzazione de La neuropatalogia (in alcuni testi definito La nevropatologia), in parte girato presso l'Istituto Cottolengo di Torino, uno dei primi casi di impiego del cinema a scopi di documentazione medico - scientifica, la cui proiezione ad un pubblico di medici e psichiatri, cui partecipò anche Cesare Lombroso, rappresentò un evento per la comunità scientifica. Una copia del documentario è conservata presso il Museo del cinema di Torino.
Negli anni che seguono lo sviluppo delle produzioni della "Ambrosio", presso la quale si è ormai formata una équipe di soggettisti (tra i quali Arrigo Frusta), direttori artistici, attori e tecnici che producono oltre un centinaio di pellicole all'anno, costringono Omegna a ridurre la propria attività sul campo e ad assumere ruoli dirigenziali, con qualche interruzione nel 1914 per curare la fotografia di pellicole prodotte dalla "Centauro Film", una casa di produzione torinese sorta nel 1912 per iniziative di suo fratello Dario Omegna, la cui attività faceva riferimento alla "Ambrosio".
Omegna si trova quindi al vertice della "Ambrosio" proprio nel "periodo aureo" della cinematografia italiana: sono anni di crescita incessante nei quali la società dà vita ai grandi successi della "serie oro", coinvolge D'Annunzio nella realizzazione di diversi film, ospita le prime forme di "divismo", esporta in molti Paesi europei ed americani e vince (1911) con Nozze d'oro il primo premio di 25.000 lire nella categoria artistica alla Esposizione Internazionale di Torino. Ma Omegna non è stato completamente assorbito in questo tumultuoso sviluppo poiché nella stessa manifestazione viene premiato nella categoria scientifica per La vita delle farfalle, da lui realizzato con Guido Gozzano.

### La crisi degli anni venti
Nel 1915, l'entrata in guerra dell'Italia provoca un generale blocco della produzione cinematografica; Omegna viene richiamato ed assegnato a servizi ausiliari dove gira un documentario sulla guerra, molto censurato a causa delle crude immagini proposte sulle condizioni dei soldati. Nel 1916 viene congedato a rientra alla "Ambrosio" ed in quello stesso anno viene citato dalla Duse in una lettera alla figlia Enrichetta nella quale l'attrice lo indica come operatore del suo unico film Cenere. Nel dopoguerra il cinema italiano entra in una profonda crisi che neppure la costituzione dell'U.C.I. riesce a scongiurare. Omegna partecipa come "riduttore", in collaborazione con Ermanno Geymonat, alla realizzazione di alcuni degli ultimi prodotti della "Ambrosio", tra cui Canaglia dorata. Ma sono gli estremi quanto inutili tentativi di rilancio: nel 1921 Omegna deve lasciare, dopo quasi vent'anni, la "Ambrosio" ormai avviata verso il fallimento. Dapprima fonda "La film della natura" con sede a casa sua, con cui torna al giovanile interesse per il mondo degli insetti (La vita delle api, La mantide religiosa, Vita del grillo campestre ed una seconda edizione della Vita delle farfalle)), poi grazie alle sue conoscenze tecniche viene assunto all'Atelier Butteri, stabilimento di sviluppo e stampa pellicole.

Roberto Omegna nel laboratorio della sezione scientifica dell'Istituto "Luce", da lui diretto dal 1926 al 1942. Accanto a Lui Gabriele Gabrielian, suo principale collaboratore per tutto il periodo

### Il periodo all'Istituto "Luce"
Nel 1926, dopo aver rifiutato offerte di lavoro all'estero, si trasferisce a Roma dove viene chiamato da Luciano De Feo a dirigere la Sezione Scientifica de "L'Unione Cinematografica Educativa" che, proprio in quel periodo, sta diventando "Istituto Luce". Qui Omegna si trova nuovamente ad esercitare una funzione pionieristica, dovendo allestire dal nulla un laboratorio di riprese in locali esterni, posti in via Cernaia, che doterà di avanzati congegni tecnici, spesso di sua invenzione, quali microcamere che consentono riprese ingrandite sino a 6200 volte, temporizzatori, congegni refrigeranti e per riprese subacquee, terrari, obiettivi di ogni tipo, che, nei rari visitatori ammessi, ispirano una descrizione di «antro d'un moderno Dottor Faust».
Nei 16 anni trascorsi al "Luce" Omegna realizza, affiancato da due esperti e pazienti collaboratori (Gabriele Gabrielian ed Eugenio Bava) circa 150 documentari scientifici di vario argomento, dalla medicina alla botanica, alla geologia, alla vita degli animali, per molti dei quali tuttavia non risulta accreditato (vedi filmografia). L'Istituto gli chiede anche di produrre filmati destinati alla didattica agricola necessari in un paese ancora prevalentemente rurale (La mosca delle olive, La cimice del grano, Insetti nocivi e Vita delle piante, che fu anche presentato con successo nell'aprile 1935 al Festival cinematografico di Mosca), molti dei quali realizzati utilizzando le strutture della Scuola superiore di agricoltura di Portici, e corredati con didascalie anche in francese, inglese, tedesco, spagnolo e portoghese. Altra importante collaborazione di Omegna durante il periodo al "Luce" è con l'Acquario di Napoli, soprattutto dal 1927 al 1930, grazie alla quale vengono girati numerosi documentari (Giardini del mare, Abitanti del mare ed il poetico Vita degli ippocampi). Raramente riesce a riprendere la sua passione per i viaggi, come quando nel 1929 si reca in Danimarca per girare il documentario Ambra e schiuma.
I lavori di Omegna vengono sempre presentati e diverse volte premiati alla Mostra di Venezia, nella sezione dedicata ai documentari: nel 1936 con Sguardo al fondo marino, nel 1938 con Un mondo meraviglioso e nel 1941 per il complesso della produzione. Numerosi anche i filmati di argomento medico, in parallelo ad analoga ricerca condotta negli stessi anni da Francesco Pasinetti. L'importanza del suo lavoro e la rinomanza assunta anche in campo internazionale portano la cinematografia scientifica del "Luce"" ad un livello di eccellenza eguagliato nel periodo solo dalla corrispondente struttura della UFA tedesca e ciò induce nel 1939 ad avviare il progetto di una Cinemateca didattica, che avrebbe dovuto essere realizzata presso il Ministero dell'Educazione Nazionale. Poi la guerra travolge anche questa iniziativa. 

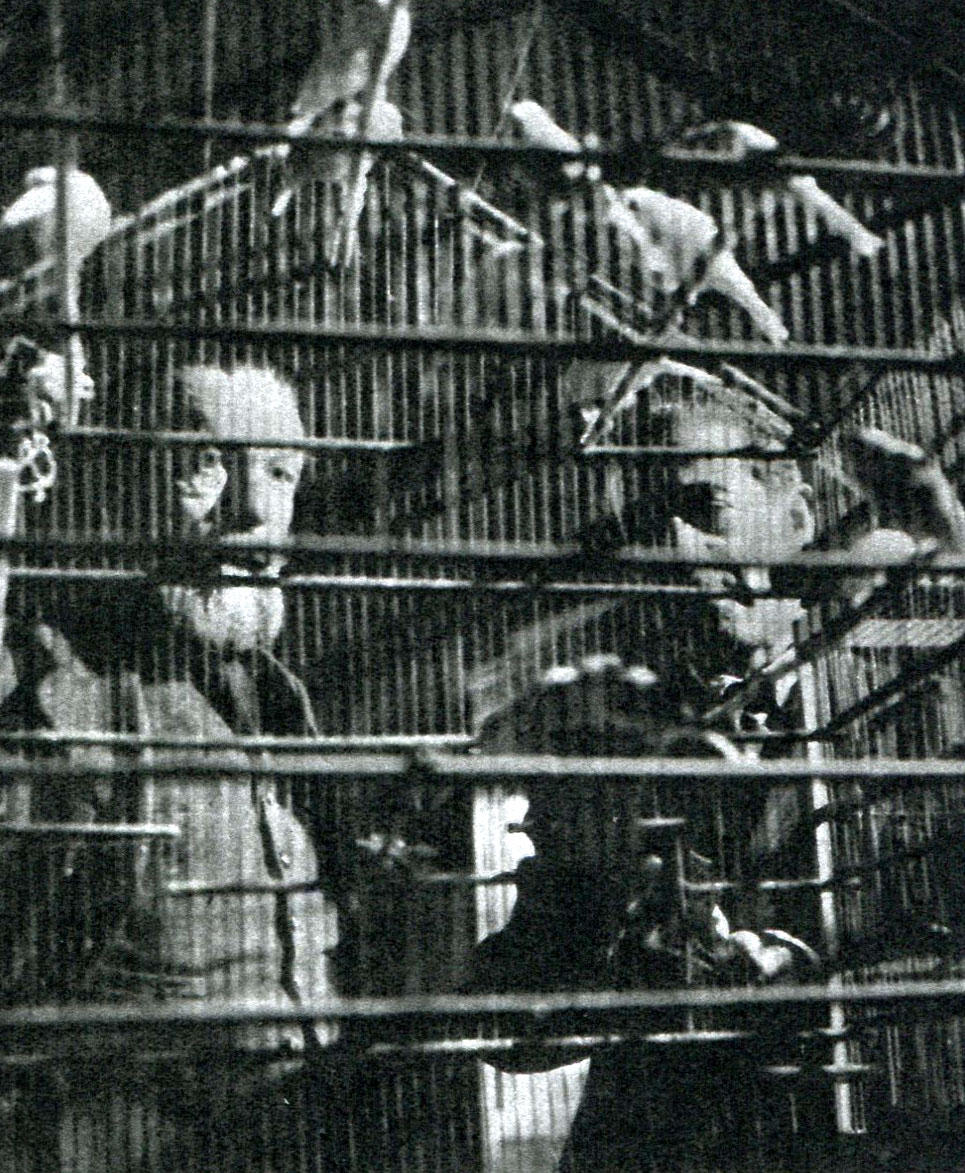
Roberto Omegna prepara un documentario sulla vita dei canarini (1938, Istituto Luce)

Alla fine del 1942, con il precipitare della situazione bellica, la Sezione Scientifica del "Luce" cessa l'attività ed Omegna ritorna a Torino, dove muore tre anni dopo la fine del conflitto senza aver avuto il tempo di raccontare interamente la sua esperienza e senza che nessuno possa raccoglierne l'eredità. Più di venti anni dopo, nel 1970 l'Istituto ricostituirà un laboratorio di cinematografia scientifica, ma nel 1979 esso verrà poi definitivamente smantellato.

## I giudizi sull'attività di Omegna
Roberto Omegna è stato tra i fondatori della cinematografia italiana, alla quale ha poi contribuito per oltre 40 anni, spesso con un ruolo di innovatore, tanto che tutti i critici e gli storici lo definiscono unanimemente come "un pioniere" del cinema, accomunati in questo giudizio sia che ne scrivano prima che dopo la cesura della guerra. In questo egli viene affiancato a personaggi come Vittorio Calcina, Giovanni Vitrotti o Filoteo Alberini, e, per altri aspetti, anche a Leopoldo Fregoli ed Arturo Ambrosio. Nel turbinoso inizio dell'attività cinematografica italiana, non è facile distinguere - come avviene oggi - i ruoli di regista, sceneggiatore, direttore della fotografia ed organizzatore della produzione. Talvolta Omegna fu tutte queste cose, ma col tempo si ritagliò uno spazio particolare per la sua attenzione, più che ai fattori produttivi o artistici, alla realizzazione di pellicole "dal vero", come allora si definivano i documentari.
Al riconoscimento di Omegna quale precursore del cinema italiano si è accompagnato un unanime giudizio positivo sul suo stile di lavoro serio, riservato ed attento alla qualità delle proprie opere. Già nel 1929 fu il letterato Emilio Cecchi (futuro direttore artistico della "Cines") a definire Omegna «uno scienziato ed insieme un artista (ma) invano si cerca la firma dell'artista nei quadri indimenticabili che egli compone: è un creatore che sdegna apporre anche la più labile sigla, mentre nomi di cinematografisti quanto più sgangherati si trovano sempre banditi ai quattro venti». Giudizio ribadito nel 1961 da Roberto Chiti: «quest'uomo che ha sempre voluto rimanere nell'ombra con la sua modestia di solitario artigiano, ha compiuto un lavoro immenso e preziosissimo: egli rappresenta il film scientifico italiano».

## Filmografia
In quasi 40 di attività Omegna ha partecipato, con vari ruoli, alla realizzazione di oltre 200 pellicole. Questa vasta filmografia si può suddividere in due periodi, dei quali il primo è quello torinese, soprattutto presso la "Ambrosio Film", nel quale il nome di Omegna è legato sia all'attività di documentarista che nella realizzazione di film a soggetto. Nella seconda fase, quella relativa alla sua presenza romana presso la Sezione Scientifica dell'"Istituto Luce", l'attività di Omegna si concentra in modo esclusivo sul documentario di divulgazione scientifica.